# Ibrahim Sunday
Ibrahim „Ibi“ Sunday (* 22. Juli 1944 in Koforidua) ist ein ehemaliger ghanaischer Fußballspieler und heutiger -trainer.

## Sportliche Laufbahn

### In den Vereinen
Der Mittelfeldspieler Sunday begann seine Karriere beim in Kumasi beheimateten Asante Kotoko FC und erarbeitete sich schnell den Respekt von Mitspielern und Trainern, sodass er zum Mannschaftskapitän ernannt wurde. Mit dem Verein gewann er mehrere Meistertitel und 1970 gegen Tout Puissant Mazembe aus der Demokratischen Republik Kongo sogar den African Cup of Champions Clubs. Im Finalrückspiel vor 120.000 Zuschauern im Stade Tata Raphaël in Kinshasa bereitete er beide Tore zum 2:1-Sieg vor. Ein Jahr darauf kürte ihn die Zeitschrift France Football zu Afrikas Fußballer des Jahres.
1975 wechselte Sunday zum SV Werder Bremen in die deutsche Bundesliga. Dort konnte er sich allerdings nicht durchsetzen. Dennoch schrieb er am 12. Juni 1976 Geschichte, als Trainer Otto Rehhagel ihn am 34. Spieltag der Saison in der mit 0:2 verlorenen Partie bei Rot-Weiss Essen zur zweiten Halbzeit anstelle von Jürgen Röber auf den Platz schickte und Sunday somit der erste Afrikaner im Spielbetrieb der Bundesliga wurde. Am 7. August gleichen Jahres hatte er auch einen Einsatz im DFB-Pokal: Im Erstrundenspiel gegen Südwest Ludwigshafen (4:0) wurde er, als der Endstand bereits erreicht war, in der 72. Minute für Stürmer Werner Görts eingewechselt. Es sollte sein letztes Spiel für Werder Bremen bleiben, insgesamt kam er auf gerade einmal 63 Minuten Einsatzzeit.
Sunday ließ seine aktive Karriere anschließend zwischen 1977 und 1980 beim VSK Osterholz-Scharmbeck in unmittelbarer Nähe Bremens ausklingen, der zu der Zeit in der Bezirksliga spielte.

### In der Nationalmannschaft
Zum ersten Mal in Ghanas Nationalteam berufen wurde Sunday bereits 1966. Sein erstes offizielles internationales Turnier war die Afrikameisterschaft 1968, bei der ihm im Halbfinale (4:3 n. V.) gegen die Elfenbeinküste ein zum Weiterkommen entscheidendes Tor gelang. Das Finale verlor man allerdings gegen die Demokratische Republik Kongo mit 0:1. Zwei Jahre später nahm Sunday auch an der Afrikameisterschaft 1970 teil; in der Neuauflage des Halbfinales von 1968 (2:1 n. V.) schoss er das Führungstor. Abermals ging das Finale jedoch verloren – diesmal mit 0:1 gegen Gastgeber Sudan. Für die Turnieraustragungen 1972 und 1974 konnte sich Ghana jeweils nicht qualifizieren.
Stattdessen nahm Sunday mit der Nationalmannschaft aber am Fußballturnier der Olympischen Sommerspiele 1972 in München teil. Mit drei Niederlagen belegte Ghana am Ende der ersten Gruppenphase den letzten von vier Tabellenplätzen. Bei einem Torverhältnis von 1:11 hatte Sunday im Spiel gegen Kolumbien den einzigen Treffer beigesteuert.

## Trainerkarriere
Während er für den VSK Osterholz-Scharmbeck spielte, absolvierte Sunday Trainerlehrgänge in Barsinghausen, Hennef und Köln und schloss als geprüfter Fußballlehrer mit der höchsten DFB-Lizenz ab. Nach der Rückkehr in die Heimat trainierte er unter anderem seinen ehemaligen Verein Asante Kotoko FC, mit dem er 1983 erneut den African Cup of Champions Clubs gewinnen konnte. Im Finale wurde der ägyptische Vertreter al Ahly SC – der heutige Rekordsieger dieses Wettbewerbes – bezwungen. In der Folge arbeitete er für die ghanaischen Vereine Abuakwa Susubiribi und Ashanti Gold SC sowie den FC 105 Libreville aus der gabunischen Hauptstadt, bevor er vom ivorischen Spitzenclub Africa Sports National verpflichtet wurde. Unter seiner Leitung sicherte sich die Mannschaft 1992 gegen den Vital’O FC aus Burundi den African Cup Winners’ Cup und schlug im Folgejahr das marokkanische Team Wydad AC im Spiel um den CAF Super Cup.
Ibrahim Sunday tritt noch regelmäßig bei Benefiz- oder so genannten „Legendenspielen“ an – beispielsweise zusammen mit Anthony Yeboah, Anthony Baffoe und Samuel Kuffour. Zuletzt (mindestens von 2007 bis 2010) leitete er die MTN Soccer Academy in Accra.

## Erfolge
Als Spieler
- African Cup of Champions Clubs: 1970
- Ghanaischer Meister: 1967, 1968, 1969, 1972, 1975
- Afrikas Fußballer des Jahres: 1971

Als Trainer (Auswahl)
- African Cup of Champions Clubs: 1983
- African Cup Winners’ Cup: 1992
- CAF Super Cup: 1993